# Тірнс
Тірнс (нід. Tirns) — село в нідерландській провінції Фрисландія. Входить до муніципалітету Південно-Західна Фрисландія.
Його площа становить 4,78км², а населення станом на 2021 рік складало 185 осіб.
Перша згадка про населений пункт датується 13-им сторіччям.

## Галерея

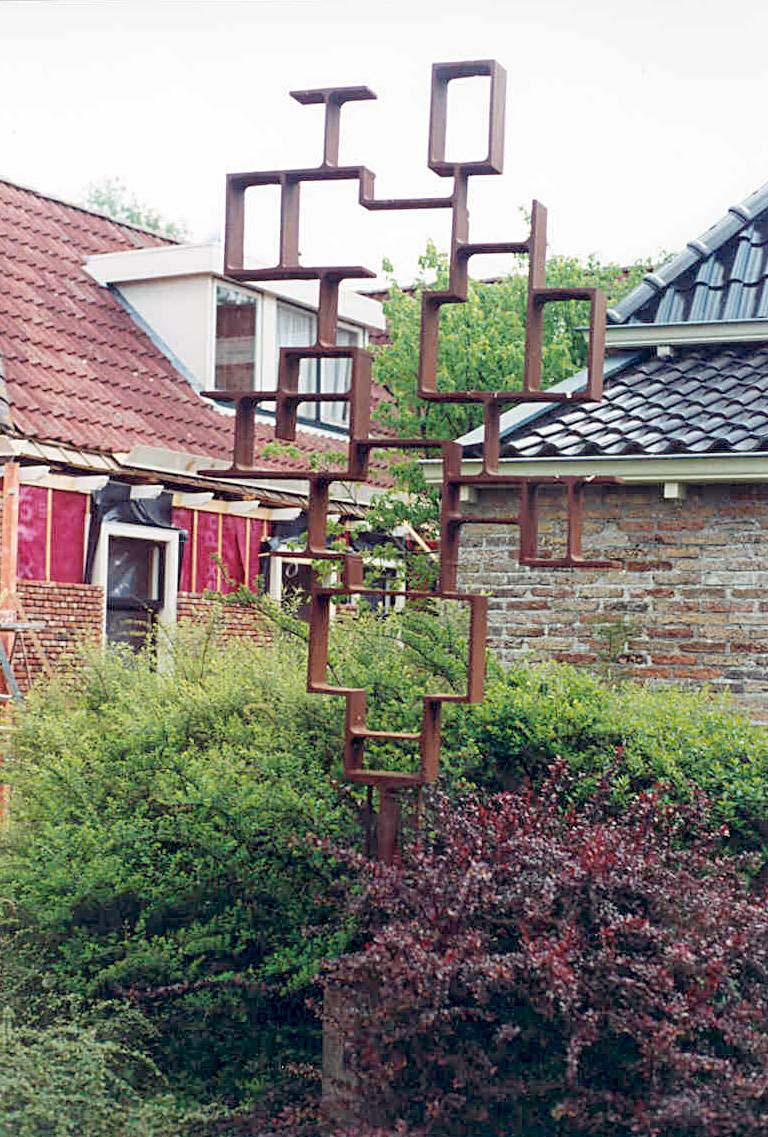
Арт-об'єкт у селі